# Anna Brasi
Anna Brasi (Catanzaro, 31 agosto 1947) è una regista e sceneggiatrice italiana.

## Biografia
Anna Brasi, laurea in Filosofia e diploma di regia al Centro sperimentale di cinematografia, è una regista e sceneggiatrice dal 1988 quando scrive e dirige il suo primo lungometraggio Angela come te. Per questo film ha ricevuto il premio per il miglior film di un regista esordiente al Valencia International Film Festival nel 1989.
Nel 1998 ha diretto e scritto il film La signora del gioco (La dame du jeu).
Nel 2000 scrive e dirige il lungometraggio Incontri di primavera

## Filmografia

### Regia e sceneggiatrice
- Angela come te (1988)
- La signora del gioco (1998)
- Incontri di primavera (2000)

### Regia
- Il velo (2006) – cortometraggio